# Olga Banden
Olga Banden (um 1880 in Königsberg – nach 1902) war eine deutsche Opernsängerin (Alt, Mezzosopran).

## Leben
Banden erhielt ihr erstes Engagement 1900 am Stadttheater in Riga, wo sie als „Fides“ debütierte. Für ihre große schöne Figur, ihre volle, prächtige Stimme sowie ihr wirkungsvolles Spiel erhielt sie viel Beifall. Ihre bekannten Partien waren „Ortrud“, „Adriano“, „Dalia“ und „Ammeris“.